# 1543

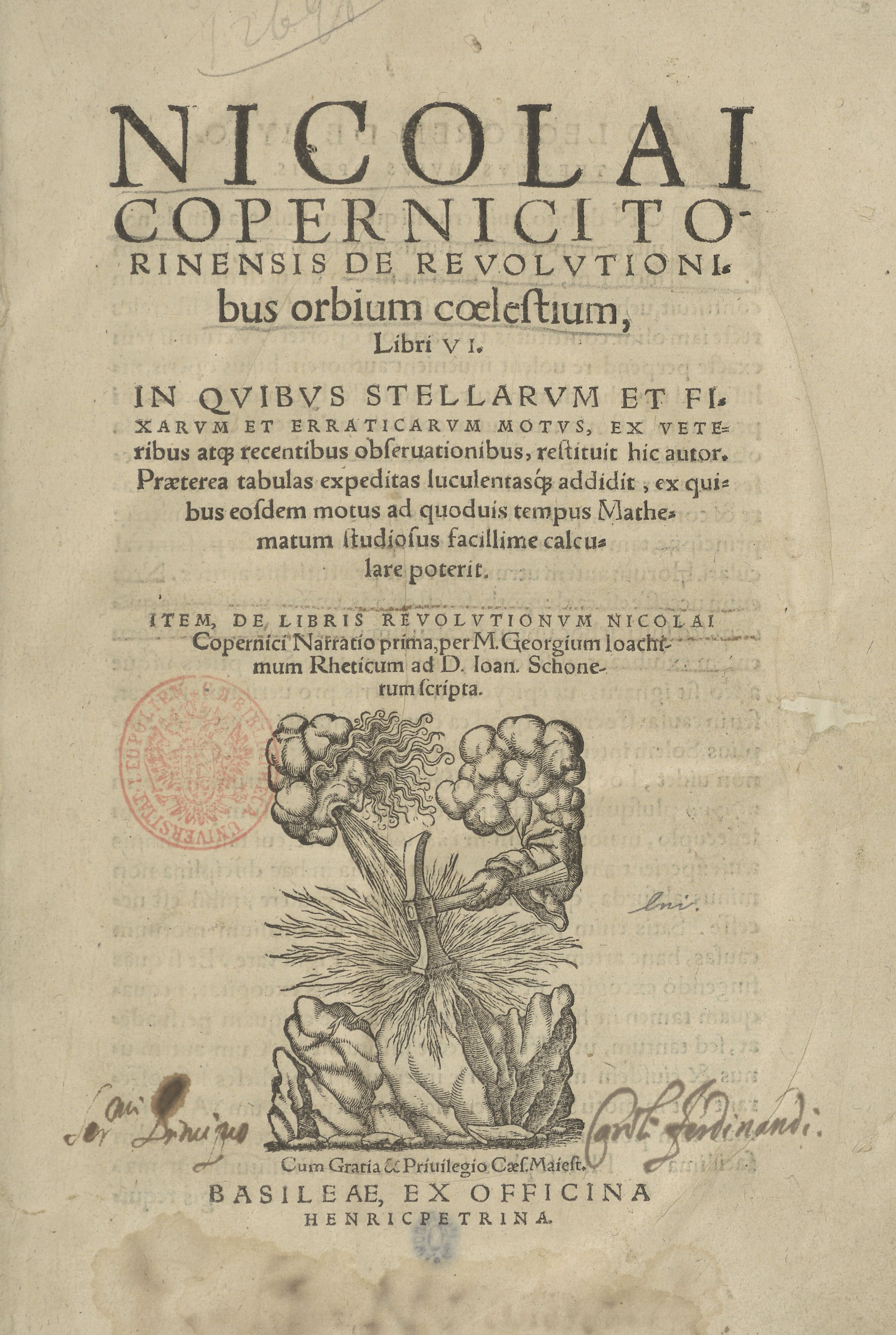
Nicolai Copernici Torinensis De Revolutionibus Orbium Coelestium, Libri VI - Sobre les revolucions de les esferes celestes, per Nicolaus Copernicus de Toruń, Sisena part (Portada de la segona edició, Basilea, 1566)

## Esdeveniments
Països Catalans
- Saqueig per part de corsaris turcs de Palamós, Malgrat i Cadaqués.

Resta del món
- Es publica De Revolutionibus Orbium Coelestium, de Copèrnic, considerat punt de partida de l'astronomia moderna.

## Naixements
Països Catalans
- 26 d'octubre - Àngela Margarida Prat, Àngela Serafina, religiosa catalana (m. 1608).

Resta del món
- 31 de gener - Japó: Tokugawa Ieyasu, 32è shogun.
- Barcelona: Rafael d'Oms, 72è President de la Generalitat de Catalunya.

## Necrològiques
Països Catalans
Resta del món
- 24 de maig - Frauenburg: Nicolau Copèrnic, fundador de l'astronomia moderna (n. 1473).[1]